# Igala

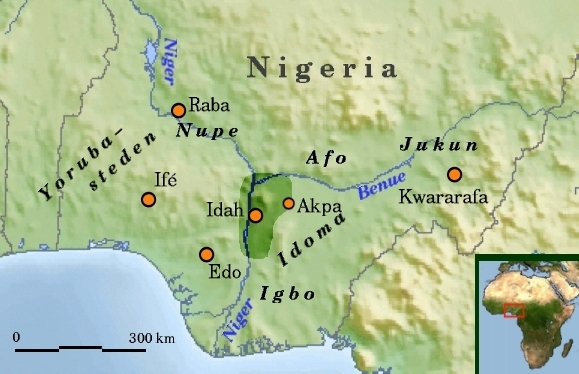
Territorio occupato dagli Igala

Gli Igala sono un gruppo etnico della Nigeria centrale.
Il territorio degli Igala è sito alla destra della confluenza dei fiumi Niger e Benue fino alla città di Lokoja, ove essi si incontrano. La popolazione è stimata intorno ai due milioni di abitanti, comprensiva di diversi emigrati che abitano fuori dal territorio di origine soprattutto negli stati Delta, Anambra e Edo. Le religioni più diffuse sono il cristianesimo (57,5%), l'animismo (32%) e l'islam (10,5%). La lingua igala fa parte del sottogruppo orientale del ceppo Kwa o del sottogruppo occidentale delle lingue Benue-Congo (facenti parte a loro volta della famiglia delle lingue niger-kordofaniane), a seconda delle diverse scuole di pensiero.

## Origini
Gli Igala sono identificati dalla tradizione orale degli Igbo occidentali come discendenti di migranti Igbo che migrarono verso ovest durante l'espansione dei popoli proto-Igbo, all'inizio del I millennio. Gli Yoruba a loro volta identificano gli Igala come discendenti di Yoruba che si spinsero verso ovest dai regni di Ife e Benin.
Gli storici moderni ritengono che gli Igala abbiano una probabile ascendenza condivisa con i proto-Kwa, i moderni Igbo e Yoruba e la maggior parte dei gruppi etnici della Nigeria meridionale centrale. Si definisce dunque una grande famiglia etnica comprendente, oltre alle suddette etnie, anche gli Idoma e i Nupe.

## Cultura
Nella tradizione Igala i neonati di alcune parti del regno, come l'Ankpa, ricevevano tre profondi tagli orizzontali ai lati del viso, leggermente sopra gli angoli della bocca, come segno d'identità. Tuttavia, questa pratica sta diventando sempre meno comune.
Gli Igala sono governati da un re chiamato Atta. Uno degli Atta più venerati del regno Igala è Atta Ameh Oboni. L'attuale Atta è Atta Aliyu Ocheja Obaje.
L'attuale presidente dello stato nigeriano Kogi, Ibrahim Idris, è un membro del popolo Igala.